# فولی کولی
اف‌ال‌سی‌ال یا فولی کولی (به ژاپنی: フリクリ Furi Kuri، به انگلیسی: Fooly Cooly) یک مجموعه اووی‌ای ژاپنی نوشتهٔ یوجی اینوکیدو و به کارگردانی کازویا سوروماکی که محصول کمیسیون اف‌ال‌سی‌ال می‌باشد که شامل گایناکس، پروداکشن آی. جی و استارچالد رکورد است. این مجموعه به تعداد ۶ قسمت از آوریل ۲۰۰۰ تا مارس ۲۰۰۱ در ژاپن عرضه شد. نسخه مانگا این سری نیز نوشته و طراحی هاجیمه اوئدا و به تعداد ۲ جلد توسط انتشارات کودانشا به ترتیب در تاریخ‌های ۲۳ اکتبر ۲۰۰۰ و ۲۳ اوت ۲۰۰۱ در مجله زی به چاپ رسیدند. خبر ساخت فصل جدید این مجموعه در دو بخش مجزا و به تعداد ۱۲ قسمت در ۲۴ مارس ۲۰۱۶ رونمایی شد و با همکاری ادالت سوئیم و پروداکشن آی. جی در ۲ ژوئن ۲۰۱۸، عرضه شد.

## داستان
داستان دربارهٔ پسری ۱۲ ساله همراه با مشکلات فراوان، به نام نااوتا ناندابا است که عاشق دوست دختر برادر بزرگ خود که به آمریکا رفته بود، شده‌است. او یک پسر خسته کننده دارای زندگی خسته کننده‌ای است. اما زندگی او با آمدن دختری عجیب به نام هاروکو هاروهارا دچار تغییر می‌شود. در یکی از روزها او با موتور وسپای خود به سرعت به طرف نااوتو آمده و با گیتار بیس آبی خود ضربه‌ای به سر او می‌زند. اما او متوجه رشد یک شیء عجیب و غریب از پیشانی خود شد. به محض رسیدن به خانه، متوجه شد آن دختر به عنوان خدمتکار درخانه آن‌ها مشغول به کار شده. نااوتا بعداً متوجه شد هاروکو یک محقق برای پلیس کهکشان فضایی است و کارش جستجو دربارهٔ شاه دزدان آتومسک، قدرتمندترین دزدفضایی در کهکشان است.

## شخصیت‌های اصلی
- نائوتا ناندابا (به ژاپنی: ナンダバ・ナオ太 Nandaba Naota) شخصیت اصلی داستان پسری ۱۲ ساله که در شهری به نام ماباسه، واقع در ژاپن همراه با پدر و پدربزرگش زندگی می‌کرد. نااوتا بسیار علاقه داشت رفتاری بزرگانه داشته باشد و خود را سهل انگار جلوه می‌داد. او برادر بزرگ خود تاسوکو را بسیار دوست داشت و او را سرمشق خود قرار داده بود که به او معنی بالغ شدن را می‌آموخت. تاسوکو یک بازیکن بیس بال بزرگ بود و برای بازی کردن در تیم‌های بزرگتر عازم آمریکا شد. نائوتا به هاروکو و مامی‌می علاقه داشت اما هیچ وقت علاقه خود را به هاروکو ابراز نکرد. در اوایل داستان به نظر می‌رسید وجود هاروکو، باعث آزار نااوتو می‌شود، اما با جلوتر رفتن داستان نااوتو متوجه شد به هاروکو علاقه پیدا کرده و در قسمت پایانی او را در آغوش گرفت و بوسید. هاروکو نیز هنگام ترک زمین، گیتار بیس خود را برای او گذاشت.[۵]
- هاروکو هاروهارا (به ژاپنی: ハルハラ・ハル子 Haruhara Haruko) دختری حدوداً نوزده ساله که یک محقق برای پلیس کهکشان فضایی است و به تازگی به زمین آمده تا کارش که جستجو دربارهٔ شاه دزدان آتومسک، قدرتمندترین دزدفضایی در کهکشان است را به انجام برساند. به محض رسیدن به زمین، سریعاً با موتور وسپای خود به طرف نااوتو آمد و با گیتار بیس آبی رنگش ضربه‌ای به سر او می‌زند و بعد از آن به عنوان خدمتکار به خانه آن‌ها آمده و بیشتر نااوتا را اذیت می‌کرد. گیتار هاروکو هم به عنوان سلاح و هم به مانند وسیله‌ای برای پرواز بود. گیتار او ریکن بیکر۴۰۰۱ [۶] و چپ دست بود.[۷]
- مامی‌می سامجیما (به ژاپنی: サメジマ・マミ美 Samejima Mamimi) یک دختر دبیرستانی که مدام از مدرسه فرار می‌کرد و دوست دختر قبلی تاسوکو، برادر بزرگتر نااوتا بود. او دختری تنها و افسرده بود و بسیار سیگار می‌کشید. او چندین گربه داشت و به جای برادر نااوتا، نام تمامی آن‌ها را تاکون (به ژاپنی: タッくん Takkun) گذاشته بود. بعد از ترک ژاپن و رفتن به آمریکا توسط تاسوکو، به نظر می‌رسید او با نااوتا رابطه‌ای برقرار کرده بود.